# التصنيفات الدولية لباكستان
تتضمن هذه المقالة التصنيفات الدولية للباكستان.

## الجغرافيا
| القائمة                                                       | التصنيف العالمي         | المصدر                                               | ملاحظات                                                                                  |
| ------------------------------------------------------------- | ----------------------- | ---------------------------------------------------- | ---------------------------------------------------------------------------------------- |
| المساحة الإجمالية                                             | 33/196                  | شعبة الإحصاءات في الأمم المتحدة                      | 881,913 كم                                                                               |
| مساحة الأراضي المروية                                         | 4/145                   | كتاب حقائق العالم لوكالة المخابرات المركزية          | 202,000                                                                                  |
| طول الساحل                                                    | 74/196                  | قائمة الدول حسب طول سواحلها                          | 1,030 كم                                                                                 |
| أعلى نقطة                                                     | 2/248 (المنطقة الرسمية) |                                                      | K2 هي ثاني أعلى قمة في العالم                                                            |
| قمم الجبال التي يزيد ارتفاعها عن 7200 متر فوق مستوى سطح البحر | 2 (الأقاليم الرسمية)    | قائمة أعلى الجبال على وجه الأرض                      | يوجد في باكستان 42 قمة جبلية يزيد ارتفاعها عن 7200 متر (23622 قدمًا) فوق مستوى سطح البحر. |
| منطقة الغابات                                                 | 41/193                  | كتاب حقائق العالم الصادر عن وكالة المخابرات المركزية |                                                                                          |

## إنتاج الحبوب والفواكه والثروة الحيوانية
المصدر: منظمة الأغذية والزراعة  
| المنتج                                     | الترتيب العالمي | السنة |
| ------------------------------------------ | --------------- | ----- |
| القطن، 4,096,106 طنّاً                       | 5               | 2021  |
| الأرز، 13,984,009 طنّاً                      | 9               | 2021  |
| البصل، 2,305,701 طنّاً                       | 6               | 2021  |
| الأنبج، المانغوستين، الجوافة 2,677,017 طناً | 4               | 2021  |
| القمح، 27,464,081 طناً                      | 8               | 2021  |
| التمر، 532,879,55 طناً                      | 6               | 2021  |
| قصب السكر، 8,865,593 طناً                   | 4               | 2021  |
| الحمّص، 233,934 طناً                         | 8               | 2021  |
| البامية، 263,448 طناً                       | 5               | 2021  |
| ماعز، 76,143,000 رأساً                      | 4               | 2019  |
| الجواميس 40,002,000 رأساً                   | 2               | 2019  |
| الحمير 5,417,000 رأساً                      | 3               | 2019  |
| الدجاج 1,321,000 طيراً                      | 5               | 2019  |
| الجمال 1,090,000 رأساً                      | 9               | 2019  |
| لحم الجاموس، 1,085,000 طناً                 | 2               | 2019  |
| الحليب، 940,000 طناً                        | 4               | 2019  |
| اللحوم، 491,000 طناً                        | 3               | 2019  |

## المدن
| القائمة                 | التصنيف العالمي | ملاحظات         |
| ----------------------- | --------------- | --------------- |
| أكبر مدينة (عدد السكان) | 12              | المدينة: كراتشي |
| أكبر مدينة (مساحة)      | 71              | المدينة: كراتشي |

## التركيبة السكانية
| القائمة                                    | الترتيب على مستوى العالم | المصدر                                     | ملاحظات                                                                                          |
| ------------------------------------------ | ------------------------ | ------------------------------------------ | ------------------------------------------------------------------------------------------------ |
| مؤشر السلام العالمي                        | ▼140/163                 | معهد الاقتصاد والسلام                      |                                                                                                  |
| قائمة الدول والأقاليم حسب معدل الخصوبة     | 38/228                   | كتاب حقائق العالمي                         | 3.60 طفل يولد لكل امرأة                                                                          |
| قائمة الدول حسب نسبة المتحدثين بالإنكليزية | 3/133                    | قائمة الدول حسب نسبة المتحدثين بالإنكليزية | 211.8 مليون شخص                                                                                  |
| مؤشر التنمية البشرية                       | 154/189                  | برنامج الأمم المتحدة الإنمائي              |                                                                                                  |
| معيار جودة المعيشة                         | 93/111                   | وحدة استخبارات الإكونوميست                 |                                                                                                  |
| معدل الإلمام بالقراءة والكتابة             | 62.8%                    | البنك الدولي                               | معدل الإلمام بالقراءة والكتابة بين الشباب 82.5% (الفئة العمرية من 15 إلى 24 عامًا من كلا الجنسين) |
| السكان                                     | 5/238                    | كتاب حقائق العالم                          | إجمالي عدد السكان 268,580,000                                                                    |
| معدل النمو السكاني                         | 45/237                   | منظمة الصحة العالمية                       | 2.07%                                                                                            |
| الكثافة السكانية                           | 50/235                   | وورلد ميترز                                | 275 نسمة\كم2 من مساحة اليابسة                                                                    |
| متوسط العمر المتوقع عند الولادة            | 144/183                  | كتاب حقائق العالم                          | 66.2 عاماً                                                                                        |
| النفقات الصحية                             | 187/192                  | كتاب حقائق العالم                          | 2.8% من الناتج المحلي الإجمالي                                                                   |
| مؤشر السعادة                               | 105/148                  | تقرير السعادة العالمي                      |                                                                                                  |
| مؤشر التنوع اللغوي                         | 42/209                   | اليونسكو                                   |                                                                                                  |

## التصنيفات الاقتصادية
| القائمة                                                        | الترتيب الدولي | المصدر                    | ملاحظات                   |
| -------------------------------------------------------------- | -------------- | ------------------------- | ------------------------- |
| قائمة الدول ذات السيادة حسب ميزان الحساب الجاري                | 53/206         | كتاب حقائق العالم         | 144.8 بليون دولار أمريكي  |
| قائمة الدول حسب الصادرات                                       | 67/224         | كتاب حقائق العالم         | 31.73 بليون دولار أمريكي  |
| قائمة البلدان حسب الواردات                                     | 50/224         | كتاب حقائق العالم         | 60.2 بليون دولار أمريكي   |
| مؤشر الحرية الاقتصادية                                         | 153/178        | مؤسسة التراث              |                           |
| قائمة الدول حسب الناتج المحلي الإجمالي (الاسمي) للفرد          | 157/213        | The tribune               | 1,568 دولار أمريكي        |
| قائمة الدول حسب الناتج المحلي الإجمالي                         | 43/195         | The tribune               | 341 تريليون دولار أمريكي  |
| قائمة الدول حسب الناتج المحلي الإجمالي (تعادل القوة الشرائية)  | 24/229         | صندوق النقد الدولي        | 1.58 تريليون دولار أمريكي |
| قائمة الدول حسب الناتج المحلي الإجمالي (القدرة الشرائية) للفرد | 138/213        | صندوق النقد الدولي        | 6,836 دولار أمريكي        |
| تقرير التنافسية العالمي                                        | 110/137        | المنتدى الاقتصادي العالمي |                           |
| مؤشر التنمية المالية                                           | 58/62          | المنتدى الاقتصادي العالمي |                           |
| مؤشر سهولة ممارسة الأعمال                                      | 108/190        | البنك الدولي              |                           |
| قائمة الدول حسب قوة العمل                                      | 6/141          | المنتدى الاقتصادي العالمي | 71.76 مليوناً              |
| قائمة الدول حسب معدل التضخم                                    | 63/226         | PBS                       | 35.4%                     |
| قائمة الدول حسب احتياطي النقد الأجنبي                          | 100/195        | CEIC                      | 8.5 بليون دولار أمريكي    |

## التصنيفات الصناعية
| القائمة                        | التصنيف العالمي | المصدر                         | ملاحظات                                   |
| ------------------------------ | --------------- | ------------------------------ | ----------------------------------------- |
| إنتاج الأسمنت                  | 17/154          | هيئة المسح الجيولوجي الأمريكية | 74000 طن متري                             |
| إنتاج الكهرباء                 | 32/209          | ب ب                            | 137,800 جيجاوات في الساعة                 |
| إنتاج كرات القدم المخيطة يدويًا | 1               |                                | تُصنع 55% من كرات القدم في سيالكوت         |
| تصنيع الأدوات الجراحية         | 1               |                                | 80% من الإمدادات العالمية تأتي من سيالكوت |

## التصنيفات البيئية
| القائمة                | التصنيف العالمي | المصدر                            | ملاحظات                      |
| ---------------------- | --------------- | --------------------------------- | ---------------------------- |
| مؤشر الاستدامة البيئية | 131/146         | مركز ييل للقانون والسياسة البيئية | درجة ESI 39.9                |
| مؤشر الكوكب السعيد     | 36/140          | مؤسسة الاقتصاد الجديد             | درجة مؤشر الصحة البشرية 31.5 |
| غطاء الغابات           | 185/217         | البنك الدولي                      | 1.9%                         |
| انبعاثات CO2           | 31/205          | البنك الدولي                      | 223.6 مليون طن               |

## الطاقة
| القائمة                                      | ترتيب باكستان\إجمالي الدول | المصدر                                             | ملاحظات                                      |
| -------------------------------------------- | -------------------------- | -------------------------------------------------- | -------------------------------------------- |
| توليد الكهرباء                               | 28/209                     | كتاب حقائق العالم[استشهاد دائري]                   | 137,800 جيجاواط ساعة                         |
| قطاع الكهرباء في باكستان                     | 1/215                      | كتاب حقائق العالم                                  | 37,402 ميغاواط                               |
| استهلاك الكهرباء                             | 1/219                      | كتاب حقائق العالم                                  | 90,000 جيجاواط ساعة                          |
| محطة طاقة وقود أحفوري                        | 1/215                      | كتاب حقائق العالم                                  | 62% من إجمالي القدرة المركبة                 |
| وقود نووي                                    | 1/215                      | كتاب حقائق العالم                                  | 4% من إجمالي القدرة المركبة                  |
| طاقة كهرمائية                                | 1/215                      | كتاب حقائق العالم                                  | 29% من إجمالي القدرة المركبة                 |
| إنتاج النفط                                  | 44/217                     | كتاب حقائق العالم                                  | 89,720 برميل/يوم                             |
| واردات النفط                                 | 25/218                     | WorldsTopTrade                                     | 168,200 برميل/يوم (تقديرات عام 2015)         |
| قائمة الدول حسب الاحتياطي النفطي المؤكد      | 47/215                     | كتاب حقائق العالم                                  | 332.2 مليون برميل                            |
| قائمة الدول حسب إنتاج الغاز الطبيعي          | 22/217                     | كتاب حقائق العالم                                  | 39.05 بليون متر مكعب\سنوياً                   |
| قائمة الدول حسب واردات الغاز الطبيعي         | 32/216                     | كتاب حقائق العالم                                  | 6.003 بليون متر مكعب\سنوياً                   |
| قائمة الدول حسب احتياطي الغاز الطبيعي المؤكد | 30/210                     | كتاب حقائق العالم & إدارة معلومات الطاقة الأمريكية | 588.8 مليار متر مكعب / 20.8 تريليون قدم مكعب |
| قائمة الدول حسب إنتاج اليورانيوم             | 14/20                      | الجمعية النووية العالمية                           | 45 طناً                                       |

## التصنيفات العسكرية
| القائمة                                      | التصنيف العالمي | المصدر                                                    | ملاحظات                        |
| -------------------------------------------- | --------------- | --------------------------------------------------------- | ------------------------------ |
| النفقات العسكرية                             | 23/155          | كتاب حقائق العالم لوكالة المخابرات المركزية               | 1.8% من الناتج المحلي الإجمالي |
| القوات النشطة                                | 6/173           | ستاتيستا                                                  | 780,000                        |
| قوات حفظ السلام التابعة للأمم المتحدة النشطة | 1/119           | قائمة الدول حسب عدد قوات حفظ السلام التابعة للأمم المتحدة | أكثر من 10,000                 |
| ميزانية الدفاع                               | 16/140          |                                                           | 15.8 مليار                     |
| الدبابات                                     | 7/140           |                                                           | 4,173                          |
| الطائرات                                     | 7/140           |                                                           | 1,574                          |
| إجمالي البحرية                               | 7/140           |                                                           | 272                            |

## التصنيفات السياسية
```
                                                                         ==
```

| القائمة                          | الترتيب على مستوى العالم | 2021  | 2020   | 2019   | 2018   | 2017   | 2016   | 2015   | 2014 | المصادر                                                                            |
| -------------------------------- | ------------------------ | ----- | ------ | ------ | ------ | ------ | ------ | ------ | ---- | ---------------------------------------------------------------------------------- |
| مؤشر مدركات الفساد               | 140/179                  |       | ▼ 31   | ▼ 32   | ▲ 33   | ▲ 32   | ▲ 32   | ▲ 30   | ▲ 29 | الشفافية الدولية 100 تعني نظيفة جداً من الفساد و0 فاسدة للغاية                      |
| مراسلون بلا حدود                 | 145/180 ·                | 46.86 | 45.52  | 45.83  | 43.24  | 43.55  | 48.52  | 50.46  |      | مراسلون بلا حدود 0 الأفضل و 100 الأسوأ                                             |
| مؤشر الديمقراطية                 | ▼ 108/167                |       | ▲ 4.31 | ▲ 4.25 | ▼ 4.17 | ▼ 4.26 | ▼ 4.33 | ▼ 4.40 | 4.64 | وحدة استخبارات الإكونوميست 100 تعني ديمقراطية كاملة و 0 يعني استبداد               |
| قائمة الدول حسب مؤشر الدول الهشة | ▲ 30/179                 | 90.5  | 92.1   | 94.2   | 96.3   | 98.9   | 101.7  | 103.0  |      | صندوق السلام and فورين بوليسي 0 هو مستوى مستدام للغاية و100 هو مستوى التأهب العالي |

## الاتصالات
التصنيفات التالية المتعلقة بالتقدم التكنولوجي في مجال الاتصالات من كتاب حقائق العالم الصادر عن وكالة المخابرات المركزية. 
| القائمة                  | التصنيف العالمي | التركيبة السكانية (تقديرية) |
| ------------------------ | --------------- | --------------------------- |
| خطوط الهاتف المستخدمة    | 33/218          | 46.7 مليون                  |
| مستخدمو الهواتف المحمولة | 7/222           | 300 مليون                   |
| مضيفو الإنترنت           | 57/233          | 11.2 مليون                  |
| عدد مستخدمي الإنترنت     | 9/217           | 258.3 مليون                 |

## التصنيفات الرياضية
| قائمة                                             | التصنيف العالمي | مصدر                             | ملحوظات                                                                         |
| ------------------------------------------------- | --------------- | -------------------------------- | ------------------------------------------------------------------------------- |
| اختبار الكريكيت - رجال                            | 2/ 12           | المجلس الدولي للكريكيت           |                                                                                 |
| بطولة الكريكيت ODI - رجال                         | 1/ 20           | المجلس الدولي للكريكيت           | الفائزون بكأس العالم للكريكيت لعام 1992، الفائزون بكأس أبطال الكريكيت لعام 2017 |
| كريكيت T20I - رجال                                | 5/ 85           | المجلس الدولي للكريكيت           | الفائزون ببطولة ICC World T20 لعام 2009                                         |
| بطولة الكريكيت ODI - سيدات                        | 6/ 10           | المجلس الدولي للكريكيت           |                                                                                 |
| كابادي (النمط القياسي) - للرجال                   | 3/10            | اي كي اف                         | عالمي "v"                                                                       |
| عدد أبطال بطولة بريطانيا المفتوحة للاسكواش (رجال) | 1/ 12           | بطولة بريطانيا المفتوحة للاسكواش | 30 بطولة                                                                        |
| عدد بطولات العالم للاسكواش (رجال)                 | 1/150           | بطولة العالم للاسكواش            | 14 بطولة                                                                        |
| عدد بطولات كأس العالم في الهوكي على الحقل (رجال)  | 1 / 11          | الاتحاد الدولي للهوكي            | 4 كؤوس عالم                                                                     |
| التصنيف العالمي للاتحاد الدولي للهوكي (رجال)      | 18/90           | الاتحاد الدولي للهوكي            |                                                                                 |
| التصنيف العالمي للاتحاد الدولي للهوكي (سيدات)     | 60/75           | الاتحاد الدولي للهوكي            |                                                                                 |

## التصنيفات التكنولوجية
| القائمة                     | التصنيف العالمي | المصدر                           |
| --------------------------- | --------------- | -------------------------------- |
| مؤشر الابتكار العالمي، 2024 | 91 من 133       | المنظمة العالمية للملكية الفكرية |

## الجوائز
| القائمة                                                | التصنيف العالمي                                                        | المصدر             | ملاحظات |
| ------------------------------------------------------ | ---------------------------------------------------------------------- | ------------------ | --- |
| الحائزون على جائزة نوبل                                | 22/71                                                                  | جائزة نوبل         | 1. ملالا يوسف زاي، السلام، 2014 2. عبد السلام، الفيزياء، 1979 |
| جائزة الأوسكار لأفضل فيلم وثائقي ( موضوع قصير )        | الثاني في العالم مع مالكولم كلارك، والت ديزني، بيل جوتنتاج، روبن ليمان | جوائز الأوسكار     | شارمين عبيد-شينوي 2012 و2016 و2018 |
| جائزة الأوسكار لأفضل فيلم وثائقي قصير - فوزان (للإناث) | الأول في العالم                                                        | جوائز الأوسكار     | عام 2012، أصبحت شارمين عبيد تشينوي أول باكستانية تفوز بجائزة الأوسكار، حيث فازت بجائزة الأوسكار لأفضل فيلم وثائقي قصير إلى جانب المخرج المشارك دانييل جونج عن فيلمهما " إنقاذ الوجه". فازت بالجائزة مرة أخرى عام 2016 عن فيلم "فتاة في النهر: ثمن المغفرة"، لتصبح أول مخرجة تفوز مرتين في هذه الفئة. |
| جائزة لينين للسلام                                     | -                                                                      | جائزة لينين للسلام | 1. فايز أحمد فايز، 1962 2. عبد الستار إيدهي، 1988 |
| وسام جوقة الشرف                                        | -                                                                      | وسام جوقة الشرف    | 1. أحمد حسن داني، 1998 2. أسماء جهانجير، 2014 |